# لیوروویچی
لیوروویچی (به لاتین: Liverovići) یک منطقهٔ مسکونی در مونته‌نگرو است که در شهرداری نیکشیچ واقع شده‌است. لیوروویچی ۲۷۹ نفر جمعیت دارد.